# 天野鉄夫
天野 鉄夫（あまの てつお、1912年3月31日 ‐ 1985年7月24日）は、日本の農業技術者。

## 来歴

### 生い立ち
国頭郡大宜味村に生まれる。父は金城鍜助で、学校の教師であった。また大宜味村の村長になった人物である。
1927年（昭和2年）、沖縄県立農林学校（現：沖縄県立北部農林高等学校）に入学する。1年生の時に病気療養のため休学し、1931年（昭和6年）に同校の林学科を卒業した。

### 中国大陸時代
1933年（昭和8年）、農林省茶業試験場付属茶業講習所を卒業する。その後、沖縄に戻り、沖縄県国頭郡農会技手を務める。1940年（昭和15年）4月に、満州に渡り、華北交通に入社する。北京市通州にあった農業試験場に勤務し、植物調査を主に行った。
1944年2月（昭和19年）、陸軍に現地招集される。1945年（昭和20年）8月15日は、北戴河にあった陸軍病院で迎えた。1946年（昭和21年）2月、大陸から引き上げ、長崎県大村に着く。一時、東京に滞在した後、8月に沖縄へ戻った。

### 琉球政府時代
帰郷直後、池原貞雄の勧めで、沖縄県立辺土名高等学校で生物の教師となるが、1947年（昭和22年）9月に退官した。その後、沖縄民政府の農務部に入り、技師として茶の栽培や製造の指導に従事した。
1952年（昭和27年）に琉球政府が発足すると、経済局農産課の課長代理に就任する。植物防疫や肥料検査、アメリカ人向けの野菜栽培の奨励、八重山移住した農家の指導、パイナップル栽培の振興などを仕事とした。
1957年（昭和33年）、経済局林務課長に着任する。「全琉球緑化推進運動」の計画立案と実施に取り組む。この運動で、日本本土から苗木、沖縄人が多く移民したブラジル、ハワイなどから種子や金品の寄付を受けた。
1964年（昭和39年）、経済局次長に就任、翌1965年（昭和40年）には経済局農林部長に就任した。
1964年（昭和39年）、琉球政府が計画実行したボリビア移民の入植したオキナワ移住地で開催された、入植十周年記念式典に参加するため、小波蔵政光行政副主席に随行し、ボリビアなど南アメリカ諸国を訪問。この時、ボリビアからトックリキワタやジャカランダ（紫雲木）の種子を持ち帰っている。　
1967年（昭和42年）、琉球政府を辞し、大衆金融公庫の理事に就任する。1972年（昭和47年）、沖縄の本土復帰による大衆金融公庫の発展解消に合わせて、理事を辞職した。

## 業績

### 沖縄の植物研究
1955年、琉球大学の招へい教授として赴任した初島住彦と共に、天野がそれまで採取した植物標本を整理した
。この成果は初島との共著として『沖縄植物目録』として出版された。
また、琉球王朝から沖縄戦までの期間の植物研究史を調査し『沖縄県史』に収録、また琉球の動物研究史の調査を行っていた高良鉄夫と合冊して『沖縄動植物研究史』を出版した。

### 沖縄の貝類標本の収集
1954年より、貝類の収集を始める。天野の貝類標本を京都大学の黒田徳米に鑑定を依頼。この成果は、琉球大学教務部普及課より1960年に『沖縄群島産貝類目録』として出版されることになった。

### 樹木の沖縄導入
1964年、オキナワ移住地で開催された、入植十周年記念式典に参加した際に、ボリビアから種子を持ち帰ったトックリキワタを自宅で栽培。1970年に初めて開花させた。トックリキワタは、その後、沖縄県の各地で公園樹や街路樹として植樹された。沖縄への導入の経緯から「トックリキワタ」は「南米ざくら」などと呼ばれ、花の観賞樹木として親しまれている。また天野が自宅で栽培したというトックリキワタの導入樹木は、「天野株」と命名され沖縄都市モノレール線のおもろまち駅の駅前広場に植えられている。
またジャカランダの種子もこの時に持ち帰り、沖縄で開花に成功させた。ジャカランダの花が満開になったときの情景が紫雲が空にたなびいているように見えることから、「紫雲木」と命名した。

## 主な著書
天野の著書の一部はデジタル化されており、インターネット上の国立国会図書館デジタルコレクションなどで公開されている。

### 単著
- 『琉球列島植物方言集』(1979年、新星図書出版) 国立国会図書館書誌ID:000001435204 doi:10.11501/12601645
- 『粟国島植物目録』(1981年、粟国村教育委員会)
- 『図鑑琉球列島有用樹木誌』(1982年、琉球列島有用樹木誌刊行会) 国立国会図書館書誌ID:000001946789 doi:10.11501/13974505
- 『蔓草庵資料 第1号～第3号』（1986年、金城功）国立国会図書館書誌ID:000002466592 doi:10.11501/14010086

### 共著
- 『沖縄植物目録』共著:初島住彦（1959年、沖縄生物教育研究会）国立国会図書館書誌ID:000001139736 doi:10.11501/12605231
- 『沖縄動植物研究史』共著:高良鉄夫（1977年、沖縄動植物研究史刊行会）国立国会図書館書誌ID:000001440368 doi:10.11501/12603268
- 『琉球植物目録』共著:初島住彦 (1977年、でいご出版) 国立国会図書館書誌ID:000002421625
  - 増補訂正版（1994年、沖縄生物学会）ISBN 4-900804-02-9 doi:10.11501/13639740